# Lijst van voetbalinterlands Colombia - Verenigde Staten
Deze lijst van voetbalinterlands is een overzicht van alle officiële voetbalwedstrijden tussen de nationale teams van Colombia en de Verenigde Staten. De landen speelden tot op heden 22 keer tegen elkaar. Het eerste duel, een vriendschappelijke wedstrijd, werd gespeeld in Bogota op 5 februari 1961. De laatste ontmoeting, eveneens een vriendschappelijke wedstrijd, vond plaats op 8 juni 2024 in Washington D.C..

## Wedstrijden
| №  | Plaats          | Datum            | Competitie              | Wedstrijd                   | Uitslag |
| -- | --------------- | ---------------- | ----------------------- | --------------------------- | ------- |
| 1  | Bogota          | 5 februari 1961  | Vriendschappelijk       | Colombia – Verenigde Staten | 2 – 0   |
| 2  | Los Angeles     | 11 oktober 1984  | Vriendschappelijk       | Verenigde Staten – Colombia | 1 – 0   |
| 3  | Fort Lauderdale | 14 mei 1988      | Vriendschappelijk       | Verenigde Staten – Colombia | 0 – 2   |
| 4  | Miami           | 24 juni 1989     | Vriendschappelijk       | Verenigde Staten – Colombia | 0 – 1   |
| 5  | Miami           | 4 februari 1990  | Vriendschappelijk       | Verenigde Staten – Colombia | 1 – 1   |
| 6  | Miami           | 22 april 1990    | Vriendschappelijk       | Verenigde Staten – Colombia | 0 – 1   |
| 7  | Los Angeles     | 31 juli 1992     | Vriendschappelijk       | Verenigde Staten – Colombia | 0 – 1   |
| 8  | Miami           | 8 mei 1993       | Vriendschappelijk       | Verenigde Staten – Colombia | 1 – 2   |
| 9  | Los Angeles     | 22 juni 1994     | WK 1994                 | Verenigde Staten – Colombia | 2 – 1   |
| 10 | Piscataway      | 25 juni 1995     | Vriendschappelijk       | Verenigde Staten – Colombia | 0 – 0   |
| 11 | Maldonado       | 22 juli 1995     | Copa América 1995       | Colombia – Verenigde Staten | 4 – 1   |
| 12 | Miami           | 19 februari 2000 | CONCACAF Gold Cup 2000  | Verenigde Staten – Colombia | 2 – 2   |
| 13 | Miami           | 3 februari 2001  | Vriendschappelijk       | Verenigde Staten – Colombia | 0 – 1   |
| 14 | Fullerton       | 9 maart 2005     | Vriendschappelijk       | Verenigde Staten – Colombia | 3 – 0   |
| 15 | Barquisimeto    | 5 juli 2007      | Copa América 2007       | Colombia – Verenigde Staten | 1 – 0   |
| 16 | Chester         | 12 oktober 2010  | Vriendschappelijk       | Verenigde Staten – Colombia | 0 – 0   |
| 17 | Londen          | 14 november 2014 | Vriendschappelijk       | Verenigde Staten – Colombia | 1 – 2   |
| 18 | Santa Clara     | 3 juni 2016      | Copa América Centenario | Verenigde Staten – Colombia | 0 – 2   |
| 19 | Glendale        | 25 juni 2016     | Copa América Centenario | Verenigde Staten – Colombia | 0 – 1   |
| 20 | Tampa           | 11 oktober 2018  | Vriendschappelijk       | Verenigde Staten – Colombia | 2 – 4   |
| 21 | Carson          | 28 januari 2023  | Vriendschappelijk       | Verenigde Staten − Colombia | 0 − 0   |
| 22 | Washington D.C. | 8 juni 2024      | Vriendschappelijk       | Verenigde Staten − Colombia | 1 − 5   |

## Samenvatting
| Competitie        | Totaal gespeeld | Winst Colombia | Gelijk | Winst Verenigde Staten | Doelsaldo Colombia – Verenigde Staten |
| ----------------- | --------------- | -------------- | ------ | ---------------------- | ------------------------------------- |
| WK-eindronde      | 1               | 0              | 0      | 1                      | 1 − 2                                 |
| Copa América      | 4               | 4              | 0      | 0                      | 8 − 1                                 |
| CONCACAF Gold Cup | 1               | 0              | 1      | 0                      | 2 − 2                                 |
| Vriendschappelijk | 16              | 10             | 4      | 2                      | 22 − 10                               |
| Totaal            | 22              | 14             | 5      | 3                      | 33 − 15                               |

Wedstrijden bepaald door strafschoppen worden, in lijn met de FIFA, als een gelijkspel gerekend.

## Details

### Eerste ontmoeting
| Vriendschappelijk (Bogota, Colombia, 5 februari 1961): |              | |
| Colombia | 2 – 0        | Verenigde Staten |
| German Aceros 20' Jairo Arias 38' | goals        | |
| Adolfo Pedernera | bondscoach   | |
| Efraín Sánchez Francisco Zuluaga Héctor Echeverri Ignacio Calle Óscar López Rolando Serrano Alejandro Carrillo Germán Aceros Ignacio Pérez Jairo Arias Jairo Tapias | opstellingen | Helmut Michael John Traina ??' Joseph Krische Kenny Finn Willy Freitag Abbie Wolanow Adolf Bachmeier Al Zerhusen Anthony Bonezzi ??' Walter Ronge Carlos Bustamente |
| | wissels      | ??' Zenon Snylyk ??' Ed Murphy |

### Tweede ontmoeting
| Vriendschappelijk (Los Angeles, Verenigde Staten, 11 oktober 1984):                                                                                        |              | |
| Verenigde Staten | 1 – 0        | Colombia |
| Ade Coker 83' | goals        | |
| ?? | bondscoach   | Efraín Sánchez |
| Winston Dubose Gregg Thompson Paul Caligiuri Kevin Crow Hayden Knight Jacques LaDouceur ??' Mike Fox Rick Davis Ade Coker Jeff Hooker ??' Elvis Comrie ??' | opstellingen | Carlos Valencia Manuel Córdoba Miguel Prince ??' Víctor Luna Gildardo Gómez Carlos Ricaurte Willington Ortiz Pedro Sarmiento Hernán Darío Herrera Alex Valderrama Henry Viáfara |
| Chance Fry ??' Hugo Pérez ??' Amr Aly ??' | wissels      | ??' Ever González |

### Derde ontmoeting
| Vriendschappelijk (Fort Lauderdale, Verenigde Staten, 14 mei 1988):                                                                                     |              | |
| Verenigde Staten | 0 – 2        | Colombia |
| | goals        | 66' Arnoldo Iguarán 89' Arnoldo Iguarán |
| Bob Gansler | bondscoach   | Francisco Maturana |
| David Vanole John Diffley Steve Trittschuh John Doyle Paul Krumpe Jimmy Banks Rick Davis Hernan Borja 46' Jim Gabarra 54' Brent Goulet 54' Peter Vermes | opstellingen | René Higuita Luis Fernando Herrera Alexis Mendoza Andrés Escobar Carlos Hoyos Leonel Álvarez Alexis García 81' Alex Valderrama Carlos Valderrama 46' Bernardo Redín Arnoldo Iguarán |
| Frank Klopas 46' Eric Eichmann 54' Bruce Murray 54' | wissels      | 46' John Jairo Tréllez 81' José Ricardo Pérez |

### Vierde ontmoeting
| Vriendschappelijk (Miami, Verenigde Staten, 24 juni 1989): |              | |
| Verenigde Staten | 0 – 1        | Colombia |
| | goals        | 42' Carlos Valderrama |
| Bob Gansler | bondscoach   | Francisco Maturana |
| David Vanole 46' Steve Trittschuh Mike Windischmann Jimmy Banks Paul Caligiuri 52' John Stollmeyer 67' Brian Bliss John Harkes Jim Gabarra 61' Bruce Murray Eric Eichmann | opstellingen | René Higuita Wilson Pérez Andrés Escobar Luis Carlos Perea Gildardo Gómez Carlos Hoyos Carlos Valderrama Bernardo Redín Leonel Álvarez Arnoldo Iguarán Sergio Angulo |
| Tony Meola 46' George Pastor 52' Philip Gyau 61' John Doyle 67' | wissels      | |

### Vijfde ontmoeting
| Vriendschappelijk (Miami, Verenigde Staten, 4 februari 1990): |              | |
| Verenigde Staten | 1 – 1        | Colombia |
| Eric Wynalda 4' | goals        | 25' Luis Fajardo |
| Bob Gansler | bondscoach   | Francisco Maturana |
| Kasey Keller Mike Windischmann John Doyle Marcelo Balboa Desmond Armstrong 46' John Stollmeyer 82' John Harkes Tab Ramos Hugo Pérez 44' Brent Goulet 46' Eric Wynalda | opstellingen | René Higuita Luis Fernando Herrera Luis Carlos Perea Alexis Mendoza Gildardo Gómez Mario Coll 76' Alexis García Bernardo Redín 70' Luis Fajardo Arnoldo Iguarán 46' Freddy Rincón |
| Bruce Murray 44' Jimmy Banks 46' Eric Eichmann 46' Paul Caligiuri 82'                                                                                                 | wissels      | 46' Miguel Ángel Guerrero 70' Albeiro Usuriaga 76' Gustavo Restrepo |

### Zesde ontmoeting
| Vriendschappelijk (Miami, Verenigde Staten, 22 april 1990): |              | |
| Verenigde Staten | 0 – 1        | Colombia |
| | goals        | 1' Miguel Ángel Guerrero |
| Bob Gansler | bondscoach   | Francisco Maturana |
| Tony Meola Steve Trittschuh Mike Windischmann Desmond Armstrong Jimmy Banks 51' John Stollmeyer 75' Paul Caligiuri 57' John Harkes Tab Ramos Ted Eck 69' Eric Wynalda | opstellingen | Eduardo Niño Gildardo Gómez Carlos Hoyos Luis Carlos Perea León Villa 46' José Ricardo Pérez 75' Leonel Álvarez Bernardo Redín Freddy Rincón 46' Miguel Ángel Guerrero Arnoldo Iguarán |
| Chris Henderson 51' Brian Bliss 57' Eric Eichmann 69' Marcelo Balboa 75'                                                                                              | wissels      | 46' Gabriel Gómez 46' Luis Fajardo 75' Wilmer Cabrera |

### Zevende ontmoeting
| Vriendschappelijk (Los Angeles, Verenigde Staten, 31 juli 1992): |              | |
| Verenigde Staten | 0 – 1        | Colombia |
| | goals        | 33' Adolfo Valencia |
| Bora Milutinović | bondscoach   | Humberto Ortíz |
| Tony Meola Desmond Armstrong Marcelo Balboa Thomas Dooley Fernando Clavijo Janusz Michallik 46' Brian Quinn Dominic Kinnear 46' Bruce Murray Hugo Perez Peter Vermes 69' | opstellingen | Eddy Villaraga Luis Carlos Perea 65' Andrés Escobar Alexis Mendoza Wilson Pérez Luis Antonio Moreno Freddy Rincón Carlos Valderrama 86' Leonel Álvarez 80' Antony de Ávila Adolfo Valencia |
| Jorge Acosta 46' Mike Sorber 46' Chris Sullivan 69' | wissels      | 65' Wilmer Cabrera 80' Miguel Ángel Guerrero 86' Robert Villamizar |

### Achtste ontmoeting
| Vriendschappelijk (Miami, Verenigde Staten, 8 mei 1993): |              | |
| Verenigde Staten | 1 – 2        | Colombia |
| Alexi Lalas 14' | goals        | 37' Adolfo Valencia 68' Alexis García |
| Bora Milutinović | bondscoach   | Francisco Maturana |
| Tony Meola Fernando Clavijo Jeff Agoos Alexi Lalas Desmond Armstrong 88' John Doyle Mike Lapper Chris Henderson Bruce Murray 46' Dominic Kinnear 71' Peter Vermes 46' | opstellingen | Óscar Córdoba Alexis Mendoza Luis Fernando Herrera Luis Carlos Perea Diego Osorio Hernán Gaviria Gabriel Gómez Alexis García Carlos Valderrama 69' John Jairo Tréllez 75' Adolfo Valencia |
| Cobi Jones 46' Jean Harbor 46' Joe-Max Moore 71' Janusz Michallik 88'                                                                                                 | wissels      | 69' Víctor Aristizábal 75' Víctor Pacheco |

### Negende ontmoeting
| WK 1994 (Los Angeles, Verenigde Staten, 22 juni 1994): |              | |
| Verenigde Staten | 2 – 1        | Colombia |
| Andrés Escobar 34' (e.d.) Earnest Stewart 52' | goals        | 89' Adolfo Valencia |
| Bora Milutinović | bondscoach   | Francisco Maturana |
| Tony Meola Paul Caligiuri Thomas Dooley Alexi Lalas Marcelo Balboa Fernando Clavijo John Harkes Tab Ramos Mike Sorber Eric Wynalda 61' Earnest Stewart 66' | opstellingen | Óscar Córdoba Andrés Escobar Luis Carlos Perea Luis Fernando Herrera Wilson Pérez Hernán Gaviria Carlos Valderrama Leonel Álvarez Freddy Rincón 46' Antony de Ávila 46' Faustino Asprilla |
| Roy Wegerle 61' Cobi Jones 66' | wissels      | 46' Iván Valenciano 46' Adolfo Valencia |
| Alexi Lalas 48' | gele kaarten | 24' Antony de Ávila |

### Tiende ontmoeting
| Vriendschappelijk (Piscataway, Verenigde Staten, 25 juni 1995):                                                                                                 |              | |
| Verenigde Staten | 0 – 0        | Colombia |
| | goals        | |
| Steve Sampson | bondscoach   | Hernán Darío Gómez |
| Brad Friedel Marcelo Balboa Alexi Lalas Mike Burns Paul Caligiuri 86' Thomas Dooley 66' Mike Sorber John Harkes Eric Wynalda Claudio Reyna 64' Frank Klopas 51' | opstellingen | René Higuita José Santa 46' Alex Fernández Jorge Bermúdez Wilmer Cabrera Leonel Álvarez 46' Bonner Mosquera Carlos Valderrama Freddy Rincón 73' Níver Arboleda 58' John Jairo Gómez |
| Cobi Jones 51' Jovan Kirovski 64' Chris Henderson 66' Brian Bliss 86'                                                                                           | wissels      | 46' Alexis Mendoza 46' Hernán Gaviria 58' Freddy León 73' Luis Quiñónez |
| John Harkes ??' | gele kaarten | ??' Leonel Álvarez |

### Elfde ontmoeting
| Copa América 1995 (Maldonado, Uruguay, 22 juli 1995): |              | |
| Colombia | 4 – 1        | Verenigde Staten |
| Luis Quiñónez 30' Carlos Valderrama 38' Faustino Asprilla 50' Freddy Rincón 76'                                                                                      | goals        | 52' (pen.) Joe-Max Moore |
| Hernán Darío Gómez | bondscoach   | Steve Sampson |
| René Higuita Wilmer Cabrera Jorge Bermúdez Alexis Mendoza James Cardona Leonel Álvarez Harold Lozano Freddy Rincón Carlos Valderrama Luis Quiñónez Faustino Asprilla | opstellingen | Kasey Keller 63' Mike Burns Mike Lapper Alexi Lalas Paul Caligiuri Earnest Stewart Frank Klopas Claudio Reyna 37' Mike Sorber 46' Jovan Kirovski Joe-Max Moore |
| | wissels      | 37' Tab Ramos 46' John Kerr 63' Cobi Jones |
| James Cardona ??' Leonel Álvarez ??' Faustino Asprilla ??' | gele kaarten | ??' Mike Lapper ??' Kasey Keller ??' Earnest Stewart |

### Twaalfde ontmoeting
| CONCACAF Gold Cup 2000 (Miami, Verenigde Staten, 19 februari 2000):                                                                                    |                     | |
| Verenigde Staten | 2 – 2               | Colombia |
| Brian McBride 20' Chris Armas 51' | goals               | 24' Faustino Asprilla 81' Gerardo Bedoya |
| Eric Wynalda Claudio Reyna Eddie Lewis Chris Armas Ben Olsen                                                                                           | strafschoppen 1 – 2 | John Wilmar Pérez Gonzalo Martínez Mayer Candelo Andrés Mosquera |
| Bruce Arena | bondscoach          | Luis Augusto García |
| Brad Friedel Jeff Agoos Robin Fraser Eddie Pope Eddie Lewis Chris Armas Claudio Reyna Cobi Jones 77' Jovan Kirovski 27' Eric Wynalda Brian McBride 81' | opstellingen        | Miguel Ángel Calero Andrés Mosquera Carlos Asprilla Gerardo Bedoya Gonzalo Martínez 61' Jorge Bolaño Frankie Oviedo 70' Martín Zapata Bonner Mosquera 58' Héctor Hurtado Faustino Asprilla |
| Richie Williams 27' Ben Olsen 77' C.J. Brown 81' | wissels             | 58' Edwin Congo 61' John Wilmar Pérez 70' Mayer Candelo |
| Eric Wynalda 85' Ben Olsen 91' | gele kaarten        | 42' Bonner Mosquera 80' Edwin Congo 85' Carlos Asprilla |
| | rode kaarten        | 53', 120' Gerardo Bedoya |

### Dertiende ontmoeting
| Vriendschappelijk (Miami, Verenigde Staten, 3 februari 2001):                                                                                              |              | |
| Verenigde Staten | 0 – 1        | Colombia |
| | goals        | 53' Freddy Grisales |
| Bruce Arena | bondscoach   | Luis Augusto García |
| Tony Meola Jeff Agoos Greg Vanney 80' Eddie Pope Carlos Llamosa DaMarcus Beasley 72' Chris Armas Clint Mathis 63' Cobi Jones Chris Albright Landon Donovan | opstellingen | Faryd Mondragón Jersson González Wilmer Ortegón Gerado Bedoya 83' Arley Dinas 33' Felipe Arce Luis Alberto García Freddy Grisales 78' Alexander Viveros 75' Julián Vásquez Néstor Salazar |
| Josh Wolff 63' Chris Klein 72' Richie Williams 80' | wissels      | 33' 90+1' David Ferreira 75' Rubiel Quintana 78' Iván López 83' Carlos Castro 90+1' Luis Asprilla                                                                                         |
| Clint Mathis 49' | gele kaarten | 12' Felipe Arce 90+1' Luis Alberto García 90+2' Faryd Mondragón |

### Veertiende ontmoeting
| Vriendschappelijk (Fullerton, Verenigde Staten, 9 maart 2005): |              | |
| Verenigde Staten | 3 – 0        | Colombia |
| Pat Noonan 25' Chad Marshall 33' Clint Mathis 66' | goals        | |
| Bruce Arena | bondscoach   | Reinaldo Rueda |
| Jon Busch Brian Mullan Chad Marshall Ritchie Kotschau Chris Albright Pablo Mastroeni 86' Clint Dempsey Steve Ralston 76' Clint Mathis 68' Pat Noonan 83' Eddie Johnson 71' | opstellingen | Juan Carlos Henao 46' Juan Camilo Zúñiga Humberto Mendoza Andrés Orozco 46' Aquivaldo Mosquera César Fawcett 46' Juan Diego Ramírez Edixon Perea 61' Víctor Pacheco Javier Restrepo 77' Luis Gabriel Rey |
| Taylor Twellman 68' Brian Ching 71' Eddie Gaven 76' Kyle Martino 83' Nat Borchers 86' Joe Cannon Kevin Hartman                                                             | wissels      | 46' Julián De La Cuesta 46' Jhon Viáfara 46' Héctor Hurtado 46' Andrés Casañas 61' Hugo Rodallega 77' Aldo Ramírez Breiner Castillo                                                                      |
| Chad Marshall 11' Pablo Mastroeni 30' Ritchie Kotschau 49' | gele kaarten | 14' Juan Ramírez 82' Andrés Casañas |
| Taylor Twellman 76' | rode kaarten | |
| - Debuut van Jon Busch, Richie Kotschau, Chad Marshall en Nat Borchers voor de Verenigde Staten. - Vijftiende wedstrijd op rij dat Team USA ongeslagen bleef.              |              | |

### Vijftiende ontmoeting
| Copa América 2007 (Barquisimeto, Venezuela, 5 juli 2007): |              | |
| Verenigde Staten | 0 – 1        | Colombia |
| | goals        | 15' Jaime Castrillón |
| Bob Bradley | bondscoach   | Jorge Luis Pinto |
| Brad Guzan Bobby Boswell Heath Pearce Danny Califf Drew Moor Sacha Kljestan Kyle Beckerman Ricardo Clark Justin Mapp 65' Hérculez Gómez 46' Eddie Johnson 73' | opstellingen | Róbinson Zapata Mario Yepes Javier Arizala Luis Perea Juan Camilo Zúñiga 56' Jhon Viáfara Jaime Castrillón 85' Macnelly Torres Jorge Banguero Hugo Rodallega 79' César Valoyes |
| Eddie Gaven 46' Charlie Davies 65' Lee Nguyen 73' | wissels      | 56' Vladimir Marín 79' Andrés Chitiva 85' David Ferreira |
| Sacha Kljestan 32' Justin Mapp 57' | gele kaarten | 43' Luis Perea 79' César Valoyes |
| | rode kaarten | ??', 88' Róbinson Zapata |
| - Hugo Rodallega mist namens Colombia een strafschop in de 37ste minuut.                                                                                      |              | |

### Zestiende ontmoeting
| Vriendschappelijk (Chester, Verenigde Staten, 12 oktober 2010): |              | |
| Verenigde Staten | 0 – 0        | Colombia |
| | goals        | |
| Bob Bradley | bondscoach   | Hernán Darío Gómez |
| Brad Guzan Heath Pearce Jonathan Spector 46' Oguchi Onyewu 46' Clarence Goodson Maurice Edu 46' Michael Bradley Jermaine Jones Brek Shea 46' Stuart Holden 59' Jozy Altidore | opstellingen | Faryd Mondragón Juan Valencia Aquivaldo Mosquera Juan Camilo Zúñiga Mario Yepes 63' Segundo Ibarbo 63' Jhon Viáfara Javier Restrepo 80' Giovanni Moreno 56' Radamel Falcao 73' Adrián Ramos |
| Eric Lichaj 46' Michael Parkhurst 46' Clint Dempsey 46' Eddie Johnson 46' Benny Feilhaber 59'                                                                                | wissels      | 56' Carlos Quintero 63' Juan Cuadrado 63' Jhon Valencia 73' Teófilo Gutiérrez 80' Pablo Armero                                                                                              |
| Jermaine Jones 75' Jozy Altidore 89' | gele kaarten | 90' Javier Restrepo |

### Zeventiende ontmoeting
| Vriendschappelijk (Londen, Engeland, 14 november 2014): |              | |
| Verenigde Staten | 1 – 2        | Colombia |
| Jozy Altidore 10' (pen.) | goals        | 60' Carlos Bacca 87' Teófilo Gutiérrez |
| Jürgen Klinsmann | bondscoach   | José Pékerman |
| Brad Guzan Greg Garza 69' John Anthony Brooks DeAndre Yedlin 86' Fabian Johnson Mikkel Diskerud 79' Alejandro Bedoya 67' Kyle Beckerman Jermaine Jones Rubio Rubin 67' Jozy Altidore | opstellingen | Camilo Vargas Jeison Murillo Pedro Franco Santiago Arias Juan Cuadrado Pablo Armero 73' Abel Aguilar Carlos Sánchez 79' Carlos Bacca James Rodríguez 89' Teófilo Gutiérrez                                                        |
| Alfredo Morales 67' Bobby Wood 67' DaMarcus Beasley 69' Lee Nguyen 79' Julian Green 86' Nick Rimando Timothy Chandler Geoff Cameron Matt Besler Chris Wondolowski                    | wissels      | 73' Edwin Cardona 79' Adrián Ramos 89' Jackson Martínez Juan Cuadrado Leandro Castellanos Daniel Bocanegra Brayan Angulo Éder Álvarez Balanta Cristián Zapata Carlos Carbonero Juan Fernando Quintero Alexander Mejía Yimmi Chará |
| Jozy Altidore 35' | gele kaarten | 9' Pablo Armero 29' Abel Aguilar 35' James Rodríguez 77' Santiago Arias |

### Achttiende ontmoeting
| Copa América Centenario (Santa Clara, Verenigde Staten, 3 juni 2016): |              | |
| Verenigde Staten | 0 – 2        | Colombia |
| | goals        | 8' Cristián Zapata 42' (pen.) James Rodríguez |
| Jürgen Klinsmann | bondscoach   | José Pékerman |
| Brad Guzan DeAndre Yedlin John Anthony Brooks Geoff Cameron Fabian Johnson Michael Bradley Clint Dempsey Alejandro Bedoya 85' Jermaine Jones 66' Bobby Wood 65' Gyasi Zardes                       | opstellingen | David Ospina Cristián Zapata Santiago Arias Farid Díaz Jeison Murillo Edwin Cardona 72' James Rodríguez Juan Cuadrado 86' Sebastián Pérez Daniel Torres 88' Carlos Bacca             |
| Christian Pulisic 65' Darlington Nagbe 66' Graham Zusi 85' Tim Howard Ethan Horvath Steve Birnbaum Matt Besler Michael Orozco Fiscal Edgar Castillo Kyle Beckerman Perry Kitchen Chris Wondolowski | wissels      | 72' Guillermo Celis 86' Carlos Sánchez 88' Dayro Moreno Róbinson Zapata Cristian Bonilla Stefan Medina Yerry Mina Felipe Aguilar Frank Fabra Andrés Roa Roger Martínez Marlos Moreno |
| Alejandro Bedoya 56' | gele kaarten | |

### Negentiende ontmoeting
| Copa América Centenario (Glendale, Verenigde Staten, 26 juni 2016): |              | |
| Verenigde Staten | 0 – 1        | Colombia |
| | goals        | 31' Carlos Bacca |
| Jürgen Klinsmann | bondscoach   | José Pékerman |
| Tim Howard DeAndre Yedlin Matt Besler Michael Orozco Fiscal Geoff Cameron Michael Bradley 79' Clint Dempsey Alejandro Bedoya 74' Jermaine Jones Bobby Wood Gyasi Zardes | opstellingen | David Ospina Santiago Arias Cristián Zapata Frank Fabra Jeison Murillo 87' Guillermo Celis Edwin Cardona James Rodríguez 74' Juan Cuadrado Daniel Torres 79' Carlos Bacca |
| Christian Pulisic 74' Darlington Nagbe 79' | wissels      | 74' Marlos Moreno 79' Roger Martínez 87' Stefan Medina |
| Matt Besler 22' Jermaine Jones 41' | gele kaarten | 13' Jeison Murillo 73' Juan Cuadrado |
| Michael Orozco Fiscal 90' | rode kaarten | 90', 90+2' Santiago Arias |

Colfútbol · A-internationals · Selecties · Statistieken · Bondscoaches · Colombiaans vrouwenelftal · Olympisch elftal · Colombia U20 · Colombia U17
1938 – 1949 ·
1950 – 1959 ·
1960 – 1969 ·
1970 – 1979 ·
1980 – 1989 ·
1990 – 1999 ·
2000 – 2009 ·
2010 – 2019 ·
2020 – 2029
WK 1962 · 
WK 1990 · 
WK 1994 · 
WK 1998 · 
WK 2014 · 
WK 2018
OS 1968 · 
OS 1972 · 
OS 1980 · 
OS 1992 · 
OS 2016
1938 · 
1939 · 1940 · 1941 · 1942 · 1943 · 1944 · 
1946 · 
1947 · 
1948 · 
1949 · 
1950 · 1951 · 1952 · 1953 · 1954 · 1955 · 1956 · 
1957 · 
1958 · 1959 · 1960 · 
1961 · 
1962 · 
1963 · 
1964 · 
1965 · 
1966 · 
1967 · 
1968 · 
1969 · 
1970 · 
1971 · 
1972 · 
1973 · 
1974 · 
1975 · 
1976 · 
1977 · 
1978 · 
1979 · 
1980 · 
1981 · 
1982 · 
1983 · 
1984 · 
1985 · 
1986 · 
1987 · 
1988 · 
1989 · 
1990 ·
1991 · 
1992 · 
1993 · 
1994 · 
1995 · 
1996 · 
1997 · 
1998 · 
1999 · 
2000 · 
2001 · 
2002 · 
2003 · 
2004 · 
2005 · 
2006 · 
2007 · 
2008 · 
2009 · 
2010 · 
2011 · 
2012 · 
2013 · 
2014 · 
2015 · 
2016 · 
2017 ·
2018 ·
2019 ·
2020 ·
2021
Algerije ·
Argentinië ·
Australië ·
Bahrein ·
België ·
Bolivia · 
Brazilië ·
Canada ·
Chili ·
China · 
Costa Rica ·
Cuba ·
DDR ·
Duitsland ·
Ecuador ·
Egypte ·
El Salvador ·
Engeland ·
Finland ·
Frankrijk ·
Griekenland ·
Guatemala · 
Haïti ·
Honduras ·
Hongarije ·
Hongkong ·
Ierland ·
Irak ·
Israël ·
Ivoorkust ·
Jamaica ·
Japan ·
Joegoslavië ·
Jordanië ·
Kameroen ·
Koeweit · 
Liberia · 
Marokko ·
Mexico ·
Montenegro ·
Nederland ·
Nederlandse Antillen ·
Nicaragua ·
Nieuw-Zeeland · 
Nigeria ·
Noord-Ierland ·
Noorwegen ·
Panama ·
Paraguay ·
Peru ·
Polen ·
Puerto Rico ·
Qatar ·
Roemenië ·
Saoedi-Arabië ·
Schotland ·
Senegal ·
Servië ·
Slovenië ·
Slowakije ·
Sovjet-Unie ·
Spanje ·
Trinidad en Tobago ·
Tsjecho-Slowakije ·
Tunesië · 
Turkije · 
Uruguay ·
Venezuela ·
Verenigde Arabische Emiraten · 
Verenigde Staten ·
Zuid-Afrika ·
Zuid-Korea ·
Zweden ·
Zwitserland
Brazilië (2014) ·
Engeland (2018) ·
Griekenland (2014) ·
Ivoorkust (2014) ·
Japan (2014) ·
Japan (2018) ·
Polen (2018) ·
Senegal (2018) ·
Uruguay (2014)
USSF · A-internationals · Selecties · Bondscoaches · Amerikaans vrouwenelftal · Olympisch elftal · USA -21 · USA -20 · USA -19 · USA -18 · USA -17
1885 – 1919 · 
1920 – 1929 · 
1930 – 1939 · 
1940 – 1949 · 
1950 – 1959 · 
1960 – 1969 · 
1970 – 1979 · 
1980 – 1989 · 
1990 – 1999 · 
2000 – 2009 · 
2010 – 2019 ·
2020 − 2029
CA 1993 · 
CA 1995 · 
CA 2007 · 
CA 2016
CC 1992 · 
CC 1999 · 
CC 2003 · 
CC 2009
WK 1930 · 
WK 1934 · 
WK 1950 · 
WK 1990 · 
WK 1994 · 
WK 1998 · 
WK 2002 · 
WK 2006 · 
WK 2010 · 
WK 2014
OS 1904 · 
OS 1924 · 
OS 1928 · 
OS 1936 · 
OS 1948 · 
OS 1952 · 
OS 1956 · 
OS 1972 · 
OS 1984 · 
OS 1988 · 
OS 1992 · 
OS 1996 · 
OS 2000 · 
OS 2008
Algerije ·
Antigua en Barbuda ·
Argentinië ·
Armenië ·
Australië ·
Azerbeidzjan ·
Barbados ·
België ·
Belize ·
Bermuda ·
Bolivia ·
Bosnië en Herzegovina ·
Brazilië ·
Canada ·
Chili ·
China ·
Colombia ·
Costa Rica ·
Cuba ·
Curaçao ·
Denemarken ·
DDR ·
Duitsland ·
Ecuador ·
Egypte ·
El Salvador ·
Engeland ·
Estland ·
Finland ·
Frankrijk ·
Ghana ·
GOS ·
Grenada ·
Griekenland ·
Guatemala ·
Guyana ·
Haïti ·
Honduras ·
Hongarije ·
Ierland ·
IJsland ·
Iran ·
Israël ·
Italië ·
Ivoorkust ·
Jamaica ·
Japan ·
Joegoslavië ·
Kaaimaneilanden ·
Kameroen ·
Koeweit ·
Letland ·
Liechtenstein ·
Luxemburg ·
Malta ·
Marokko ·
Martinique ·
Mexico ·
Moldavië ·
Nederland ·
Nederlandse Antillen ·
Nicaragua ·
Nieuw-Zeeland ·
Nigeria ·
Noord-Ierland ·
Noord-Korea ·
Noord-Macedonië ·
Noorwegen ·
Oekraïne ·
Oezbekistan ·
Oman ·
Oostenrijk ·
Panama ·
Paraguay ·
Peru ·
Polen ·
Portugal ·
Puerto Rico ·
Qatar ·
Roemenië ·
Rusland ·
Saint Kitts en Nevis ·
Saint Vincent en de Grenadines ·
Saoedi-Arabië ·
Schotland ·
Servië ·
Slovenië ·
Slowakije ·
Sovjet-Unie ·
Spanje ·
Thailand ·
Trinidad en Tobago ·
Tsjechië ·
Tsjecho-Slowakije ·
Tunesië ·
Turkije ·
Uruguay ·
Venezuela ·
Wales ·
Zuid-Afrika ·
Zuid-Korea ·
Zweden ·
Zwitserland
Algerije (2010) ·
België (2014) ·
Brazilië (2009, 2) ·
Duitsland (2014) ·
Engeland (2010) ·
Ghana (2006) · 
Ghana (2014) · 
Italië (2006) · 
Nederland (2022) ·
Portugal (2014) ·
Slovenië (2010) ·
Tsjechië (2006)